# Nagy István (botanikus)
Nagy István (Búcs, 1905. november 23. – Villány, 1974. március 25.) református lelkész, amatőr botanikus.

## Életrajza
Búcson született 1905. november 23-án. A teológiát Losoncon végezte. 1948-ban a Baranya vármegyei Villányba települt. Villány és környékének, főleg a Szársomlyó-hegynek kiváló flóraismerője és gyűjtője volt. Gazdag herbáriuma a pécsi főiskolára került.

## Munkássága
Szakközleményeiben jelentős florisztikai adatokat közölt.